# بوبي سويل
بوبي سويل (بالإنجليزية: Bobby Sowell)‏ هو عازف بيانو وملحن وكاتب أغاني أمريكي، ولد في 8 يوليو 1947م في ممفيس في الولايات المتحدة.